# Salmophasia balookee
Salmophasia balookee е вид лъчеперка от семейство Шаранови (Cyprinidae). Видът не е застрашен от изчезване.

## Разпространение
Разпространен е в Индия (Андхра Прадеш, Гуджарат, Карнатака, Керала, Мадхя Прадеш, Махаращра, Тамил Наду и Чхатисгарх).

## Описание
На дължина достигат до 15 cm.